# Rivage des intouchables
Rivage des intouchables est un roman de science-fiction de Francis Berthelot paru en 1990.

## Résumé
La planète Erda-Rann est une planète hostile, où les colons ont dû s'adapter au désert ou à la Loumka, la mer multiforme. Les Gurdes couverts d'écailles vivent dans le désert, et les Yrvènes à la peau caoutchouteuse et pigmentée vivent sur la Loumka.
Arthur, un enfant gurde, rencontre l'yrvène Cassiãn. À travers leur histoire se jouera le rapprochement entre les deux peuples, et l'apparition d'une nouvelle maladie.

## Analyse
Les « transvers » qui, comme Arthur et Cassiãn, romptent l'interdiction morale et juridique de contact entre les deux peuples, est l'occasion pour Francis Berthelot développe dans Rivage des intouchables un imaginaire futuriste où se côtoient deux peuples, l'un des sables, l'autre des océans, sans se toucher, jusqu'à ce qu'une génération, les « transvers », rompent cette interdiction morale et juridique d'évoquer de façon métaphorique le milieu gay des années 1970, notamment les émeutes de Stonewall ou l'attractivité de San Francisco. Quand l'épidémie, métaphore du sida,, frappe, c'est l'occasion pour Berthelot d'explorer l'homophobie intériorisée associée au vécu de cette maladie.

## Distinctions et hommages
Rivage des intouchables reçoit le Grand prix de la science-fiction française en 1991.
Pour Max H. Goutard, journaliste à Têtu, en-dehors des scènes orgiaques, Rivage des intouchables pourrait être un conte à lire aux enfants le soir afin de leur transmettre l'histoire du sida et l'histoire LGBT.